# Communauté de communes de Vire
La communauté de communes de Vire est une ancienne communauté de communes française, située dans le département du Calvados et la région Normandie.

## Historique
Le district de Vire est créé le 9 juin 1964. Il est transformé en communauté de communes le 29 décembre 1999.
Le 1er janvier 2016, les compétences de l'intercommunalité sont transférées à la commune nouvelle de Vire Normandie, les communes la constituant en deviennent des communes déléguées.
Le 1er janvier 2017, la commune nouvelle se joint à la communauté de communes du Pays de Condé et de la Druance, Souleuvre en Bocage, Valdallière et  la communauté de communes Intercom séverine pour donner naissance à la communauté de communes Intercom de la Vire au Noireau.

## Composition
La communauté regroupait les huit communes du canton de Vire :
| Code Insee | Date d'entrée | Commune                                      | Maire                | Nuance politique | Population  |
| ---------- | ------------- | -------------------------------------------- | -------------------- | ---------------- | ----------- |
| 14 187     | 1975          | Coulonces                                    | Gilles Maloisel      | SE               | 830 hab.    |
| 14 388     | 1984          | Maisoncelles-la-Jourdan                      | Guy Vélany           | SE               | 476 hab.    |
| 14 545     | 1984          | Roullours                                    | Nicole Desmottes     | SE               | 853 hab.    |
| 14 584     | 1984          | Saint-Germain-de-Tallevende-la-Lande-Vaumont | Gérard Mary          | SE               | 2 045 hab.  |
| 14 717     | 2000          | Truttemer-le-Grand                           | Pierre-Henri Gallier | SE               | 720 hab.    |
| 14 718     | 1997          | Truttemer-le-Petit                           | Fernand Chénel       | SE               | 102 hab.    |
| 14 730     | 1964          | Vaudry                                       | Annie Bihel          | PS               | 1 479 hab.  |
| 14 762     | 1964          | Vire                                         | Marc-Andreu Sabater  | PRG              | 10 906 hab. |

## Compétences
- Aménagement de l'espace
  - Délivrance des autorisations d'occupation du sol (Permis de construire...) (à titre facultatif)
  - Organisation des transports urbains (à titre facultatif)
  - Plans locaux d'urbanisme (à titre facultatif)
  - Schéma de cohérence territoriale (SCOT) (à titre obligatoire)
  - Schéma de secteur (à titre obligatoire)
- Autres - Gestion d'un centre de secours (à titre facultatif)
- Développement et aménagement économique
  - Création, aménagement, entretien et gestion de zones d'activité industrielle, commerciale, tertiaire, artisanale ou touristique (à titre obligatoire)
  - Tourisme (à titre obligatoire)
- Développement et aménagement social et culturel
  - Activités sportives (à titre facultatif)
  - Transport scolaire (à titre facultatif)
- Environnement
  - Assainissement non collectif (à titre facultatif)
  - Collecte et traitement des déchets des ménages et déchets assimilés (à titre optionnel)
  - Protection et mise en valeur de l'environnement (à titre optionnel)

## Administration
| Période      | Période       | Identité            | Étiquette | Qualité       |
| ------------ | ------------- | ------------------- | --------- | ------------- |
| janvier 2000 | avril 2014    | Jean-Yves Cousin    | UMP       | Maire de Vire |
| avril 2014   | décembre 2015 | Marc Andreu Sabater | PRG       | Maire de Vire |